# Väster-Rörtjärnen
Väster-Rörtjärnen är en sjö i Bräcke kommun i Jämtland och ingår i Ljungans huvudavrinningsområde. Sjöns area är 0,04 kvadratkilometer och den befinner sig 448 meter över havet.